# Coleco Adam
Le Coleco Adam est un ordinateur personnel de la société Coleco (Connecticut Leather Company).

## Historique
Coleco a investi 34 millions de dollars dans le développement de l'Adam. Basé sur la console ColecoVision, il s'agit d'un module d'extension pour la Colecovision, mais il est également vendu en tant que tel.
Fin 1983, les deux versions de l'Adam sortent. Elles incluent un clavier professionnel, un lecteur de cassettes qui peut lire des données compressées, et une imprimante à marguerite qui fait en même temps office d'alimentation externe. 
Il y a également des connecteurs d'extension, tel une prise pour brancher un deuxième lecteur de cassette. Peu après, un lecteur de disquettes 5¼″ et un modem 300 bauds seront disponibles.
60 % des modèles vendus sont retournés en garantie. Malgré les 400 000 précommandes, seuls 100 000 exemplaires se vendront au plus. l'Adam coûte environ 7800 FF et on ne le trouve que dans les magasins de jouets.
Après l'échec commercial de l'Adam en 1985, la société Telegames en rachète les droits ainsi que tous les produits dérivés. Elle vendit les stocks par correspondance pour 40 $ la pièce, avec un nouveau look et des joysticks inspirés de ceux de la NES, sous le nom de Personal Arcade. Les entrepôts où sont stockées les Personal Arcades seront dévastés par une tornade en 1994.